# Internazionali di Tennis di San Marino 1997 - Qualificazioni singolare
Le qualificazioni del singolare  dell'Internazionali di Tennis di San Marino 1997 sono state un torneo di tennis preliminare per accedere alla fase finale della manifestazione. I vincitori dell'ultimo turno sono entrati di diritto nel tabellone principale. In caso di ritiro di uno o più giocatori aventi diritto a questi sono subentrati i lucky loser, ossia i giocatori che hanno perso nell'ultimo turno ma che avevano una classifica più alta rispetto agli altri partecipanti che avevano comunque perso nel turno finale.
Le qualificazioni del torneo Internazionali di Tennis di San Marino 1997 prevedevano 24 partecipanti di cui 4 sono entrati nel tabellone principale.

## Teste di serie
1. Fernando Vicente (ultimo turno)
2. Alberto Martín (Qualificato)
3. Răzvan Sabău (ultimo turno)
4. Jacobo Diaz-Ruiz (Qualificato)

1. Salvador Navarro-Gutierrez (ultimo turno)
2. Luis Morejon (Qualificato)
3. Elia Grossi (Qualificato)
4. Rodrigo Cerdera (secondo turno)

## Qualificati
1. Elia Grossi
2. Alberto Martín

1. Luis Morejon
2. Jacobo Diaz-Ruiz

## Tabellone

### Legenda
| - Q = Qualificato - WC = Wild card - LL = Lucky loser | - ALT = Alternate - SE = Special Exempt - PR = Protected Ranking | - w/o = Walkover - r = Ritirato - d = Squalificato |

### Sezione 1
|  | Primo turno     | Primo turno     | Primo turno     | Primo turno | Primo turno |  |  | Secondo turno | Secondo turno    | Secondo turno    | Secondo turno | Secondo turno |   |   | Ultimo turno | Ultimo turno     | Ultimo turno     | Ultimo turno | Ultimo turno |  |
|  |                 |                 |                 |             |             |  |  |               |                  |                  |               |               |   |   |              |                  |                  |              |              |  |
|  |                 |                 |                 |             |             |  |  |               |                  |                  |               |               |   |   |              |                  |                  |              |              |  |
|  |                 |                 |                 |             |             |  |  | 1             | Fernando Vicente | Fernando Vicente | 7             | 6             |   |   |              |                  |                  |              |              |  |
|  | Paolo Pambianco | Paolo Pambianco | Paolo Pambianco | 6           | 6           |  |  |               | Paolo Pambianco  | Paolo Pambianco  | 6             | 4             |   |   |              |                  |                  |              |              |  |
|  | Grant Silcock   | Grant Silcock   | Grant Silcock   | 4           | 3           |  |  |               |                  |                  |               |               |   |   | 1            | Fernando Vicente | Fernando Vicente | 3            | 3            |  |
|  | Wayne Arthurs   | Wayne Arthurs   | Wayne Arthurs   | 7           | 7           |  |  |               |                  | 7                | Elia Grossi   | Elia Grossi   | 6 | 6 |              |                  |                  |              |              |  |
|  | Gianluca Gatto  | Gianluca Gatto  | Gianluca Gatto  | 5           | 5           |  |  |               | Wayne Arthurs    | Wayne Arthurs    | 6             | 4             |   |   |              |                  |                  |              |              |  |
|  |                 |                 |                 |             |             |  |  | 7             | Elia Grossi      | Elia Grossi      | 7             | 6             |   |   |              |                  |                  |              |              |  |
|  |                 |                 |                 |             |             |  |  |               |                  |                  |               |               |   |   |              |                  |                  |              |              |  |

### Sezione 2
|  | Primo turno     | Primo turno     | Primo turno     | Primo turno | Primo turno |  |  | Secondo turno | Secondo turno   | Secondo turno  | Secondo turno | Secondo turno |   |    | Ultimo turno | Ultimo turno   | Ultimo turno   | Ultimo turno | Ultimo turno |  |
|  |                 |                 |                 |             |             |  |  |               |                 |                |               |               |   |    |              |                |                |              |              |  |
|  |                 |                 |                 |             |             |  |  |               |                 |                |               |               |   |    |              |                |                |              |              |  |
|  |                 |                 |                 |             |             |  |  | 2             | Alberto Martín  | Alberto Martín | 7             | 7             |   |    |              |                |                |              |              |  |
|  | Igor Gaudi      | Igor Gaudi      | Igor Gaudi      | 6           | 6           |  |  |               | Igor Gaudi      | Igor Gaudi     | 6             | 6             |   |    |              |                |                |              |              |  |
|  | Domenico Vicini | Domenico Vicini | Domenico Vicini | 2           | 4           |  |  |               |                 |                |               |               |   |    | 2            | Alberto Martín | Alberto Martín | 6            | 4            |  |
|  | Paolo Canè      | Paolo Canè      | 3               | 6           | 3           |  |  |               |                 |                | Paolo Canè    | Paolo Canè    | 3 | 2r |              |                |                |              |              |  |
|  | Massimo Valeri  | Massimo Valeri  | 6               | 2           | 1r          |  |  |               | Paolo Canè      | 2              | 6             | 7             |   |    |              |                |                |              |              |  |
|  |                 |                 |                 |             |             |  |  | 8             | Rodrigo Cerdera | 6              | 1             | 5             |   |    |              |                |                |              |              |  |
|  |                 |                 |                 |             |             |  |  |               |                 |                |               |               |   |    |              |                |                |              |              |  |

### Sezione 3
|  | Primo turno        | Primo turno        | Primo turno        | Primo turno | Primo turno |  |  | Secondo turno | Secondo turno   | Secondo turno   | Secondo turno | Secondo turno |   |   | Ultimo turno | Ultimo turno | Ultimo turno | Ultimo turno | Ultimo turno |  |
|  |                    |                    |                    |             |             |  |  |               |                 |                 |               |               |   |   |              |              |              |              |              |  |
|  |                    |                    |                    |             |             |  |  |               |                 |                 |               |               |   |   |              |              |              |              |              |  |
|  |                    |                    |                    |             |             |  |  | 3             | Răzvan Sabău    | Răzvan Sabău    | 6             | 6             |   |   |              |              |              |              |              |  |
|  | Mikael Stadling    | Mikael Stadling    | Mikael Stadling    | 6           | 6           |  |  |               | Mikael Stadling | Mikael Stadling | 2             | 2             |   |   |              |              |              |              |              |  |
|  | Massimiliano Rosti | Massimiliano Rosti | Massimiliano Rosti | 3           | 1           |  |  |               |                 |                 |               |               |   |   | 3            | Răzvan Sabău | Răzvan Sabău | 5            | 1            |  |
|  | Mario Radić        | Mario Radić        | 1                  | 7           | 6           |  |  |               |                 | 6               | Luis Morejon  | Luis Morejon  | 7 | 6 |              |              |              |              |              |  |
|  | Christian Rosti    | Christian Rosti    | 6                  | 6           | 3           |  |  |               | Mario Radić     | 6               | 0             | 4             |   |   |              |              |              |              |              |  |
|  |                    |                    |                    |             |             |  |  | 6             | Luis Morejon    | 4               | 6             | 6             |   |   |              |              |              |              |              |  |
|  |                    |                    |                    |             |             |  |  |               |                 |                 |               |               |   |   |              |              |              |              |              |  |

### Sezione 4
|  | Primo turno                | Primo turno                | Primo turno                | Primo turno | Primo turno |  |  | Secondo turno | Secondo turno              | Secondo turno              | Secondo turno              | Secondo turno              |   |   | Ultimo turno | Ultimo turno     | Ultimo turno     | Ultimo turno | Ultimo turno |  |
|  |                            |                            |                            |             |             |  |  |               |                            |                            |                            |                            |   |   |              |                  |                  |              |              |  |
|  |                            |                            |                            |             |             |  |  |               |                            |                            |                            |                            |   |   |              |                  |                  |              |              |  |
|  |                            |                            |                            |             |             |  |  | 4             | Jacobo Diaz-Ruiz           | Jacobo Diaz-Ruiz           | 6                          | 6                          |   |   |              |                  |                  |              |              |  |
|  | Juan-Antonio Saiz-Panadero | Juan-Antonio Saiz-Panadero | Juan-Antonio Saiz-Panadero | 7           | 6           |  |  |               | Juan-Antonio Saiz-Panadero | Juan-Antonio Saiz-Panadero | 4                          | 4                          |   |   |              |                  |                  |              |              |  |
|  | Oscar Serrano-Gamez        | Oscar Serrano-Gamez        | Oscar Serrano-Gamez        | 5           | 3           |  |  |               |                            |                            |                            |                            |   |   | 4            | Jacobo Diaz-Ruiz | Jacobo Diaz-Ruiz | 6            | 6            |  |
|  | Libor Němeček              | Libor Němeček              | Libor Němeček              | 6           | 6           |  |  |               |                            | 5                          | Salvador Navarro-Gutierrez | Salvador Navarro-Gutierrez | 4 | 2 |              |                  |                  |              |              |  |
|  | Eduardo Nicolas-Espin      | Eduardo Nicolas-Espin      | Eduardo Nicolas-Espin      | 4           | 2           |  |  |               | Libor Němeček              | Libor Němeček              | 3                          | 2                          |   |   |              |                  |                  |              |              |  |
|  |                            |                            |                            |             |             |  |  | 5             | Salvador Navarro-Gutierrez | Salvador Navarro-Gutierrez | 6                          | 6                          |   |   |              |                  |                  |              |              |  |
|  |                            |                            |                            |             |             |  |  |               |                            |                            |                            |                            |   |   |              |                  |                  |              |              |  |